# Szilágyi Sándor (történész)
Szilágyi Sándor (Kolozsvár, 1827. augusztus 30. – Budapest, 1899. január 12.) magyar történész, az MTA rendes tagja, az Egyetemi Könyvtár igazgatója 1878-tól haláláig, Szilágyi Ferenc történész (1797–1876) fia. Fél évszázados működése alatt számos saját könyvet (összefoglaló munkák, életrajzok) írt kora újkori magyar és erdélyi történeti témakörökből, emellett jelentős a levéltári forrásokkal kapcsolatos kiadói tevékenysége is. Élete végén általános szakmai elismertsége miatt ő kérték fel, hogy vállalja el a Milleniumi nagy magyar történet főszerkesztési feladatait. Utolsó műve a Pauler Gyulával összeállított, már pusztumusz megjelent A magyar honfoglalás kútfői című monumentális szöveggyűjtemény.

## Életpályája
Középiskolai tanulmányait szülőföldjén folytatta, majd 1841-től négy év alatt elvégezte a bölcseleti és jogi tanfolyamot, ahol az utolsó évben a felsőbb szintaktikai és a retorikai (4. és 5.) osztályokban a német nyelv tanításával is megbízták. Ez idő alatt tanult meg franciául. 1845. június 26-án a kolozsvári törv. királyi táblán hartzói Gálfalvi Imre ítélőmester mellett írnoknak esküdött fel. 1846. július 8-án a királyi főkormányszéki írnokok közé vették fel és itt különböző hivatali ágakban gyakornokoskodott. December 28-án tiszteletbeli hites jegyzővé, 1848. február 9-én főkormányszéki fogalmazógyakornokká nevezték ki.
A márciusi események után mint nemzetőr egy ideig az élelmezési osztálynál szolgált. Kevéssel ezután, Kolozsvárt elhagyva Pestre ment és itt a Pesti Hírlap és Életképek munkatársa lett, de nem tartózkodott itt állandóan, hanem időközben megfordult Szegeden és több vidéki városban is. A szabadságharc után visszatért Pestre. Itt egész idejét irodalmi munkásságának szentelte. 1850-ben Magyar Emléklapok címmel folyóiratot alapított, hogy így maga körül koncentrálja a szétszórt írói erőket. Az év első felében hat füzet jelent meg belőle; aztán Szilágyi maga adta ki ezt a folyóiratot, de csak az első füzet jelenhetett meg, mert a példányok nagy részét a rendőrség elkobozta s a vállalatot betiltotta. Ennek folytatása volt a Magyar Írók Füzetei, melyet szintén Szilágyi adott ki és szerkesztett 1850 második felében; ebből is csak négy füzet jelent meg, mert ezt is betiltották. (Ez a négy füzet Magyar Írók Albuma címmel külön is megjelent). Folytatása volt a Pesti Röpívek, magyar írók füzetei a szépirodalom, társasélet és divat köréből; ezen hetilap megindult 1850. október 6-án és a 10. száma, mely Pesti Ívek cím. alatt jelent meg, volt az utolsó, miután a 11. számát betiltották. A szerkesztőt már előbb egy ízben kitiltották Pestről, aminek visszavonását atyja, a hivatalos Magyar Hírlap szerkesztője, csak nehezen tudta kieszközölni, s most a haditörvényszék elé állítással is fenyegették, ha a szerkesztést folytatná. Mivel heti folyóiratot nem adhatott ki, irodalmi évkönyvet szerkesztett Nagyenyedi Album címmel (1851. Budapesten, melynek második kötetét elkobozták. Előfizetőit később Nők Könyve 1853. című almanachhal kárpótolta, tartalmát az elkobzott II. kötetből állította össze). 1851 júliusában tett ugyan még egy kísérletet a Pesti Füzetekkel, de ez sikertelen volt, csak egy szám jelent meg belőle, ezt is elkobozták és folytatására nem nyert koncessziót.
1852. szeptember 20-án a kecskeméti református kollégiumba a matematika tanárának választották meg. 1853. június 4-én a nagykőrösi egyháztanács meghívta a földrajzi és történeti tanszékre. Ezt a meghívást készséggel elfogadta, mert pesti munkatársai közül: Arany, Mentovich Ferenc, Szabó Károly, Salamon, Ballagi itt tanítottak; meg is maradt ebben az állásában 14 évig (1853–67); a két említett tantárgyakon kívül Arany eltávozása után a magyar irodalmat, a 60-as évek elején a jogi tantárgyakat is tanítva és Báthori Gábor püspök mellett egy ideig titkári teendőket is végezve. A tanításon kívül az irodalom terén is működött. A Magyar Tudományos Akadémia 1857. december 15-én választotta levelező  tagjává (1873. május 21-én rendessé; az irodalomtörténeti és történettudományi bizottságoknak is tagja volt). 1867. június 16-án báró Eötvös József miniszter a vallás- és közoktatásügyi minisztériumhoz titkárnak nevezte ki, s ezután egyszersmind több évig tanította a Ludovika Akadémián a történelmet.
Pestre költözése után még nagyobb buzgalommal látott a történetíráshoz és forrásművek sajtó alá rendezéséhez. Több ízben tartott emlékbeszédet az Akadémia elhunyt tagjai fölött. 1875. október 6-án a magyar történelmi társulat titkárának választotta s az 1875. évfolyam 8. füzetétől kezdve Századok című folyóiratának szerkesztését is rábízta. A társulat anyagi és szellemi fejlődése körül elévülhetetlen érdemei vannak. Ő indította meg 1878-ban a Történelmi Tár című évnegyedes folyóiratot, 1885-ben pedig a Magyar Történelmi Életrajzok című vállalatot (1889–1899), amely évi öt füzetben jelentetett meg nagyobb történelmi tanulmányokat.
Irodalmi vállalkozásai között van még egy maradandó alkotása: A magyar nemzet története című nagy illusztrált munka szerkesztése, amely tíz kötetben 1895-ben indult meg arc- és tájképekkel, hasonmásokkal, aláírásokkal gazdagon illusztrálva. Kiváló érdeme, hogy buzdításával, irányításával és vezetésével egész történeti iskolát alapított, amelynek többek között Károlyi Árpád, Thallóczy Lajos, Fejérpataky László, Szádeczky-Kardoss Lajos, Acsády Ignác, Schönherr Gyula, Barabás Samu, Áldásy Antal voltak nevesebb tagjai.
1878. október 7-én a magyar királyi tudomány-egyetemi könyvtár igazgatójává nevezték ki. 1895-ben a kolozsvári egyetem bölcseleti kara tiszteletbeli doktorrá, 1896. június 2-án a bécsi cs. és kir. tudományos Akadémia külföldi levelező tagjává választotta. Alelnöke volt a magyar heraldikai és genealógiai társaságnak s a székely művelődési és közgazdasági egyletnek. 1896. november 26-án miniszteri tanácsosi címet nyert. 1897-ben hetvenedik születésnapja emlékére tisztelői bronzemlékérmet verettek, melyet a magyar történelmi társulat június 21-i gyűlésén ünnepélyesen nyújtottak át neki.

## Emlékezete

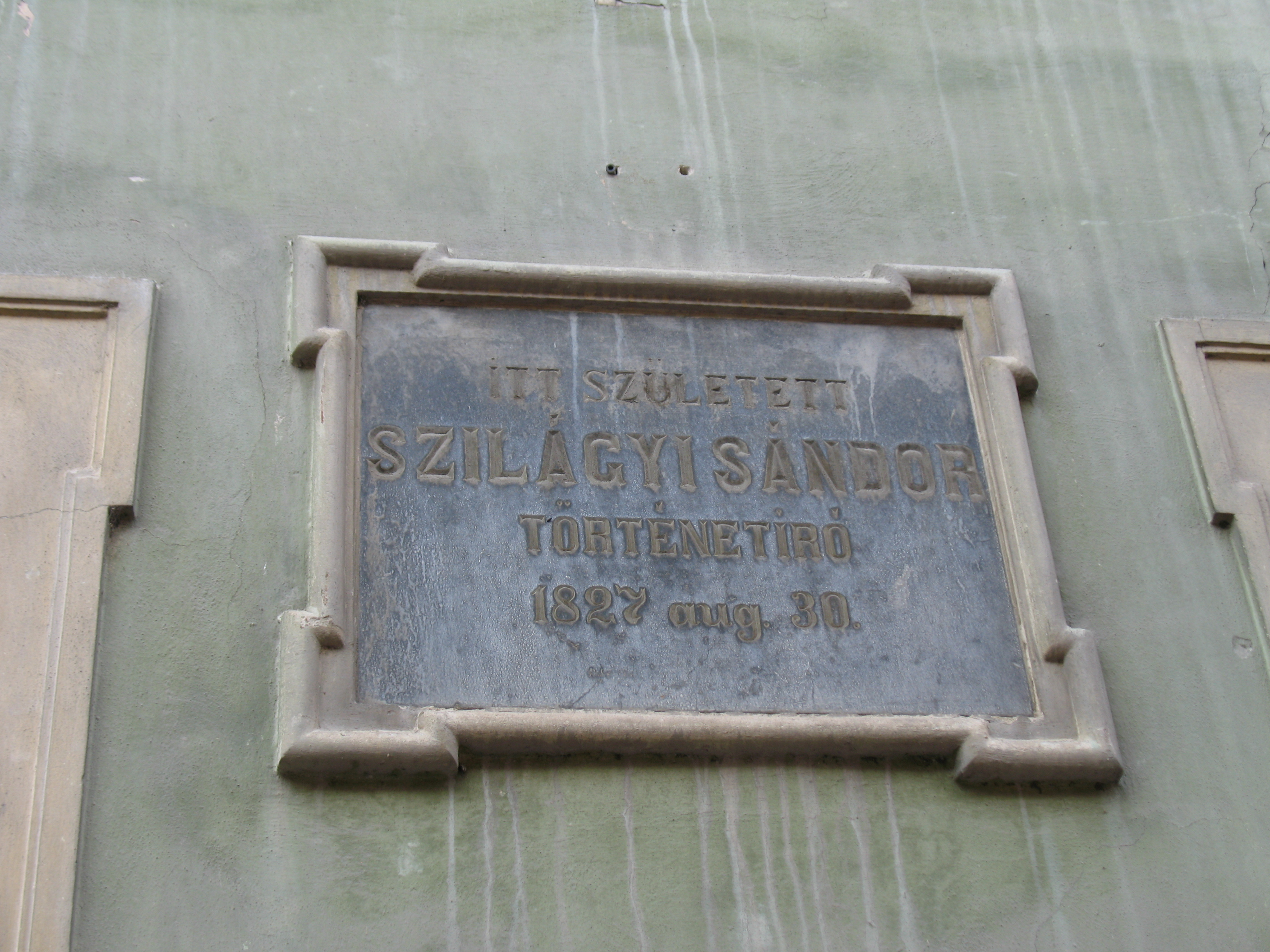
Szilágyi emléktábla

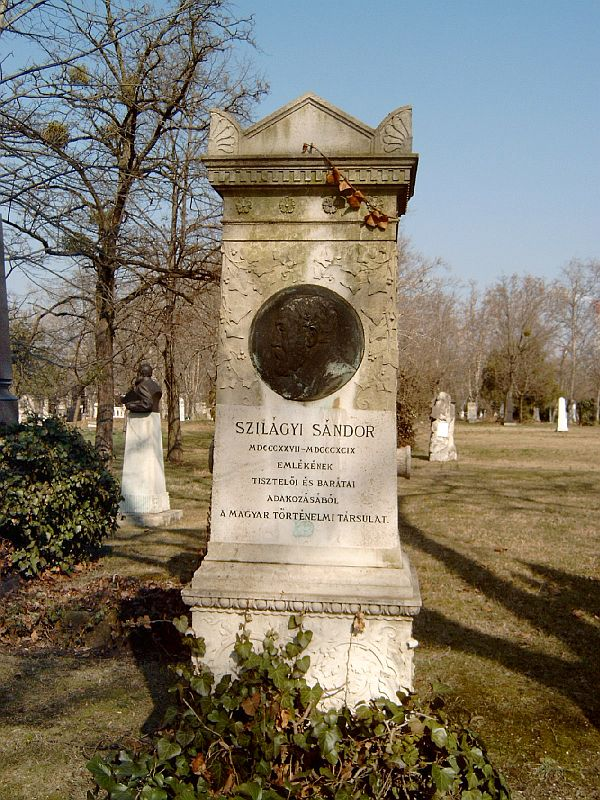
Szilágyi Sándor sírja Budapesten. Kerepesi temető: 28-díszsor-3. Fadrusz János szobrász alkotása.

Kolozsváron a Szilágyi emlékünnepélyen és a szülőházán történt emléktábla-leleplezésen 1900. november 2-án Szádeczky-Kardoss Lajos tartott emlékbeszédet; a Magyar Történelmi Társulatban 1900-ban Károlyi Árpád és a Magyar Tudományos Akadémiában 1901. november 26-án Fraknói Vilmos mondott felette emlékbeszédet. Arcképét olajba Barabás, Egerváry, Cserna s Ellinger festette. Emléktábláját Kolozsvárt szülőházán 1900. november 2-án leplezték le, síremlékét (Fadrusz János műve) a budapesti kerepesi temetőben 1901. május 9-én.

## Művei

### Önálló könyvei
- Forradalmi mozgalmak, Bécs, Pest, Kolozsvár (1848-ban). Kolozsvár, 1848. (Névtelenül).
- Bécs-Pest-Kolozsvári forradalom. (1848. márciusban). Kolozsvár, 1848.
- Pest ágyúztatása és Buda ostromlása. Az 1849. ápr. 24-től május 22-ig terjedő napok története. Ludasy Móricz után. Pest, 1849. (Elkobozták).
- A magyar forradalom napjai 1849 július elsője után. Pest, 1850.
- A magyar forradalom története 1848–49-ben. Pest, 1850. REAL-EOD
- A magyar forradalom férfiai 1848/9-től. Pest, 1850. Autographokkal. REAL-EOD
- Magyar nők forradalmi életéből. Pest, 1850.
- Magyar forradalmi adat. I. füzet. Kossuth a forradalom végnapjairól. Kiadja jegyzetekkel kisérve. Pest, 1850.
- Görgei és fegyverletétele. Egy honvédtiszt naplójából. Kiadja… Pest, 1850. Fametszettel. REAL-EOD
- Közlemények Erdély Bem előtti és alatti életéből. Pest, 1850. Képpel. (Elkobozták).
- Tollrajzok az 1848–49-iki magyar hadjáratból. Pest, 1850. Képpel.
- Honvéd és huszárélet anekdotákban. Pest, 1850. (Karádfi névvel).
- Kossuth parlamenti élete. Közlik Karádfi és Ráthkay (Ráth György). Pest, 1850. Két kötet.
- Egy szemüveg naplója, a forradalom előtt, alatt és utáni korszakból. Kiadja a szemüveg utolsó birtokosa. Pest, 1851. (Névtelenül).
- Világtörténet. I. kötet. Krisztus születése előtti történetek. Pest, 1855.
- Bánffy Dénes kora és megöletése. Történeti rajz, mellyel a M. T. Akadémiában márc. 19. 1859. széket foglalt. Pest, 1859. REAL-EOD
- A Rákóczi-család a XVII. században s a XVIII. elején. Pest, 1861. REAL-EOD
- Egyetemes történet. Magyar és Erdélyországi középtanodák, algymnasiumok és magánintézetek számára. I. füzet. Az Ó-kor története. Pest, 1863. (II. és III. füzet. Pest, 1863–1865. I. 2. jav. kiadás. Pest, 1865. és 1871., I. 3. jav. k. 1890. Pest. II. III. 2. jav. k. 1874. II. 3. k. 1885. III. 3. jav. k. 1886).
- Erdélyország története tekintettel mívelődésére. Pest, 1866. Két kötet. REAL-EOD
- Magyarországi és erdélyi vértanúk. Történeti rajzok a XVII. századnak második és a XVIII-diknak első feléből. Pest, 1866. (Félbemaradt példányai elkoboztattak).
- Báthory Gábor fejedelem története. Pest, 1867. REAL-EOD
- Bethlen Gábor fejedelem trónfoglalása. Pest, 1867. (Értekezések a történeti tudományok köréből I. 6.). REAL-EOD
- Vértanúk a magyar történetből. Történeti tanulmányok. Pest, 1867. (Kemény János fejedelemsége és halála. Apáczai Csere János és kortársai. Haller Gábor megöletése. Bánffi Dénes kora és megöletése. Béldi Pál és a bujdosók. Szász János tragoediája. Bethlen Kata. Mikes Kelemen. Okleveles toldalék). REAL-EOD
- Zrínyi Péter és társai ligája s a rendkívüli törvényszékek. Történeti korrajz. Lipcse, 1807.
- A Rákócziak kora Erdélyben. I. kötet. Pest, 1868. (Több nem jelent meg). REAL-EOD
- Rákóczy és Pázmány. Történeti rajz. Pest, 1870.
- Lórántffy Zsuzsánna. Történeti, család- és jellemrajz. Pest, 1872. (A Magyar Tudományos Akadémia Évkönyvei XIII. 9.).
- Adalékok Bethlen Gábor szövetkezéseinek történetéhez. Pest, 1873. (Értekezések a történeti tudományok köréből II. 8.). REAL-EOD
- Rajzok és tanulmányok. Pest, 1875. Két kötet.
- Révay Péter és a szent korona. (1619–1622). Pest, 1875. (Értekezések a történeti tudományok köréből V. 1.). MEK
- Emlékbeszéd Nagy-Ajtai Kovács István lev. tag fölött. Pest, 1876. (Értekezések a történeti tudományok köréből IV. 7.).
- Nádasdy Tamás első követsége 1540.ben. Pest, 1876. (Értekezések a történeti tudományok köréből V. 4.). REAL-EOD
- Rajzok a forradalom utáni időkből. Pest, 1876. (Első folyóiratok a forradalom után. Az «Emléklapok», «Magyar Irók Füzetei», «Pesti Röpívek» és későbbi irodalmi vállalatok története; Tollrajzok az ötvenes évekből; Egy hangverseny; Kemény Zsigmond czipója; A censura történetéhez. Az első magyar katonai tanintézet). REAL-EOD
- Carrillo Alfonz diplomacziai működése (1594–1598). Pest, 1877. (Értekezések a történeti tudományok köréből VI. 10. Ujra megjelent «Okmányok és levelek» toldalékkal Pest, 1877.). REAL-EOD
- I. Rákóczy György és a diplomaczia. Székfoglaló értekezés. Pest, 1878. (Értekezések a történeti tudományok köréből VII. 5. Németül. Pest, 1878. Különny. a Literarische Berichte aus Ungarnból). REAL-EOD
- Jelentés a gyulafehérvári káptalan levéltárában tett kutatásokról. Pest, 1880. (Értekezések a történeti tudományok köréből IX. 3.). REAL-EOD
- Emlékbeszéd Urházy György felett. Pest, 1880. (Értekezések a társadalmi tudományok köréből VI. 4.). REAL-EOD
- Történeti rajzok. Pest, 1880. (Olcsó Könyvtár 100. sz.: Mayláth István bukása. Báthory Endre fejedelem és bibornok bukása 1599-ben. Egy régi árulás történetéhez. Bocskay halála. Révay Péter és a szent korona. Alvincz és Eger Thurzó György kincstára. A «gazdasszony háza». A Zrinyiek történetéből: A Zrinyiek ősi fészke. Zrínyi Ilona Munkácson. Egy erdélyi udvarház regénye).
- Nápolyi Péter. Egy diplomata a XVII. század elejéről. Pest, 1881. (Értekezések a történeti tudományok köréből IX. 7.). REAL-EOD
- Bethlen Gábor és a svéd diplomaczia. Pest, 1882. (Értekezések a történeti tudományok köréből X. 1. Németül: Pest, 1882. Kül. ny. az Ung. Revueből). REAL-EOD
- A budapesti kir. m. tud. egyetemi könyvtár. Pest, 1882. (A vallás- és közoktatásügyi magyar királyi miniszterium tanintézeteinek leírása c. gyűjtemény egy füzete magyar és német szöveg).
- I. Rákóczy György első összeköttetései a svédekkel. (Értekezések a történeti tudományok köréből X. 9. Németül. Pest. 1883. Kül. ny. az Ung. Revueből.) REAL-EOD
- Bethlen Gábor fehérvári síremléke és alapítványai. Pest, 1884. (Értekezések a történeti tudományok köréből XI. 6.). REAL-EOD
- Bethlen Gábor. Pozsony, 1885. (Magyar Helikon – Jeles Férfiak Életrajzai 46.)
- Felső-vadászi Rákóczy Zsigmond 1622–1652. Budapest, 1886. Rajzokkal és hasonmásokkal. (Magyar Történeti Életrajzok III.). Online
- Emlékbeszéd Gyárfás István a Magyar Tudományos Akadémia levelező tagja felett. Budapest, 1887. (Az MTA Elhunyt Tagjai Fölött Tartott Emlékbeszédek IV. 7).
- Gróf Kuun Géza Maros-Németi levéltára. Budapest, 1887. (Különnyomat a Századok kirándulási füzetéből).
- Emlékbeszéd Hornyik János levelező tag felett. Budapest, 1889. (Az MTA Elhunyt Tagjai Fölött Tartott Emlékbeszédek V. 5.).
- II. Rákóczy György 1621–1660. Képekkel, oklevélmelléklettel és térképpel. Budapest, 1891. (Magyar Történeti Életrajzok VII.). REAL-EOD
- I. Rákóczy György 1593–1648. Képekkel, hasonmásokkal és térképekkel. Budapest, 1893. (Magyar Történeti Életrajzok IX.) Online
- Emlékbeszéd Szabó Károly rendes tag felett. Budapest, 1896. (Az MTA Elhunyt Tagjai Fölött Tartott Emlékbeszédek VIII. 10.).
- Benczúr Gyula Budavár visszavétele 1686-ban. Budapest, 1896.

### Szerkesztett könyvei
- Legismertebb műve: A magyar nemzet története (I-X. kötet), amelynek főszerkesztője volt. Kiadó: Athenaeum Irodalmi és Nyomdai Részvénytársulat, megjelent Budapesten 1894 és 1898 között.

### Szövegkiadásai
- Történeti emlékek a magyar nép községi és magánéletéből a XVIII. század végéig. Jegyzetekkel és oklevéltárral kiadták többen. Kecskemét, 1856. (II. és III. kötet. Pest, 1860–61.).
- Nagy-Kőrös városa török levelei. Ford. Repiczky János. Bevezetéssel ellátva kiadta. Kecskemét, 1859. (Először megjelent a «Tudósítvány a Nagy-Kőrösi helv. hitv. ev. Főgymnasiumról 1858–59. évről» c. kiadványban).
- Török-magyar történelmi emlékek. Kiadja a Magyar Tudományos Akadémia Történelmi Bizottmánya. I. osztály: Okmánytár. 1. 2. Okmánytár a hódoltság történetéhez Magyarországon I. II. (Szilády Áronnal).
- Rozsnyai Dávid, az utolsó török deák, történeti maradványai. Összeszedte s jegyzetekkel és oklevéltárral kiadta. Pest, 1867. (Magyar Történelmi Emlékek II. oszt. Írók VIII.). REAL-EOD
- Diplomatarium Alvinczianum. Alvinczi Péter okmánytára 1685–1688. Közzétette. Pest, 1870. Két kötet. (Magyar Történelmi Emlékek I. osztály. Okmánytárak XIV., XV.). I.II. REAL-EOD
- Okmánytár I. Rákóczy György svéd és francia szövetkezéseinek történetéhez. Jegyzetekkel ellátta. Bpest, 1873. (Magyar Történelmi Emlékek I. oszt. Okmánytár XXI.). REAL-EOD
- Okmánytár II. Rákóczy György diplomacziai összeköttetéseihez. Pest, 1874. (Magyar Történelmi Emlékek I. Oszt. XXIII. II. Rákóczy György, és az európai diplomaczia c. is. Pest, 1875.). REAL-EOD
- Monumenta Comitialia Regni Transylvaniae. Erdélyi Országgyűlési Emlékek. Történeti bevezetésekkel. I–XXI. kötet. 1637–1699. Pest, 1875–1889., 1892–1898. (Magyar Történelmi Emlékek III. osztály).
- A két Rákóczy György családi levelezése. Pest, 1875. (Magyar Történelmi Emlékek I. oszt. XXIV.). REAL-EOD
- Bethlen Gábor fejedelem kiadatlan politikai levelei. Pest, 1879.
- Szamosközy István történeti maradványai 1542–1608. Pest, 1880. (Magyar Történelmi Emlékek II. oszt. XXX. k.). REAL-EOD
- Okirattár Strassburg Pál 1631–1633. követsége és I. Rákóczy György első diplomacziai összeköttetései történetéhez. Pest, 1882. (Magyar Történelmi Emlékek I. oszt. XXVI.). REAL-EOD
- Levelek és okiratok I. Rákóczy György keleti összeköttetései történetéhez. Pest, 1883. REAL-EOD
- A linzi béke okirattára. Jegyzetekkel ellátta. Pest, 1885. REAL-EOD
- Bethlen Gábor fejedelem levelezése. Budapest, 1887.
- Alsó-sztregovai és rimai Rimay János államiratai és levelezése. Budapest, 1887. (Ipolyi Arnolddal együtt. Szilágyi sajtó alá rendezte és bevezetéssel ellátta).
- A gróf Eszterházyak családi naplója. Budapest, 1888.
- Relationes diaetales Johannis Simonii provincialis notarii nationis Saxoniae (1651–1657). Simonis Jánosnak a szász nemzeti egyetem jegyzőjének országgyűlési tudósításai, Budapest, 1888. (Különnyomat az Erdélyi Országgyűlési Emlékek XIII. kötetéből).
- Transsylvania et bellum boreo-orientale. Erdély és az északkeleti háború. Levelek és okiratok. Bevezetésekkel és jegyzetekkel ellátva. (1648–1660). Budapest, 1890–91. Két kötet. REAL-EOD
- Magyar történelmi évkönyvek és naplók a XVI–XVIII. századokból. II. kötet. Gyulafy Lestár feljegyzései. Közli Szilágyi; a többit mások. Budapest, 1894. (Magyar Történelmi Emlékek II. oszt. XXXIII. 1–80. l.).

### Folyóiratok
Szerkesztette az említetteken kívül a következőket Pesten és Budapesten:
- Hölgyfutár 1849–50 (társszerkesztő);
- Erinnerungs-Kalender für 1850.;
- Kelet népe, Divatlap. Programmszám 1851.;
- Történeti Naptár 1851-re, lefoglalták;
- Nagyenyedi Album 1851–1852. Két kötet. (A II. kötetet lefoglalták);
- Viszhang 1852. mint társszerkesztő;
- Nők könyve Almanach 1853;
- A budapesti  magyar királyi tudományegyetemi könyvtár gyarapodási Czímjegyzéke III–XXII. 1878–1897. (Sz. felügyelete alatt és előszót írt hozzá);
- A budapesti magyar királyi tudományegyetemi könyvtár codexeinek Czímjegyzéke. Latin czímmel is «Catalogus codicum.» Felügyelete alatt és előszavával);
- Székely-egyleti Képes Naptár, I. évf. 1882. (A későbbi évfolyamoknál is részt vett Szilágyi a szerkesztésben);
- A budapesti magyar királyi tudományegyetemi kéziratainak Czímjegyzéke, 1889, 1894. Befejezetlen. (Felügyelete alatt készült és előszót írt hozzá);
- A magyar honfoglalás kútfői, 1900. (Pauler Gyulával együtt szerk.).

### Műfordításai
- Czaff és kard. Historiai vígjáték. Gutzkow Károly után. Kolozsvár, 1845.
- Történettár növendék ifjaknak. I. kötet. Hajdankor történetei. Lamé Fleury után. Francziából. Kolozsvár, 1845.
- Klapka emlékiratai. Ford. Pest, 1850. (A katonai parancsnokság lefoglalta).
- Ókori földrajz és történettan alaprajza. Algymnasiumok számára. Pütz Vilmos német szövege után magyarra tette néhány nagykőrösi tanár. Pest, 1855. Három kötet.
- Kősziklán épült ház ostroma. Kocsi Csergő Bálint munkája után ford. Bevezetéssel és jegyzetekkel. Lipcse, 1866.

## További irodalom
- Szilágyi Ágnes Judit (2007): Érdekes személyiségek, emlékezetes viták a magyar történetírásban, 27 történészportré, Budapest, Palatinus, 17-21.
- https://www.arcanum.hu/hu/online-kiadvanyok/Turul-turul-1883-1950-1/1901-C2B2/1901-1-C2B3/szilagyi-sandor-18271899-C2B7/